# Princ Chlodwig zu Hohenlohe-Schillingsfürst
Chlodwig Karl Victor, princ Hohenlohe-Schillingsfürst (31. ožujka 1819. – 6. srpnja 1901.) bio je njemački državnik i kancelar.

## Rođenje
Chlodwig se rodio u Rotenburgu an der Fuldi, u Hessu. Njegov otac, Princ Franz Joshep (1787. – 1841.), bio je Katolik, dok je njegova majka, Princeza Konstanze od Hohenlohe-Langenburga bila protestantkinja. Prema tome, Clodwig i njegova braća bili su odgajani u katoličkom duhu, dok su njegove sestre odgajani kao protestanti.

## Rana karijera
Kao mlađi sin, mlađe loze njegove obitelji morao je sljediti obiteljsko zvanje. Neko vrijeme je razmišljao o stjecanju časničkog čina preko svoje ujne koja je bila polusestra Kraljice Viktorije od Ujedinjenog Kraljevstva. Međutim umjesto toga odabrao je ulazak u prusku diplomaciju.
Chlodwigova zamolba da se izostave preliminarni koraci, koja je ukljućivala nekoliko godina rada na sporednim položajima u pruskoj civilnoj službi, odbio je kralj Frederick William IV. Kao preglednik na sudu u Koblenzu počeo se zanimati za pravo. U rujnu 1843. postao je referndar i nakon nekoliko mjeseci počeo je putovati po Francuskoj, Italiji, i Švicarskoj te 13. svibnja 1844. otišao u Potsdam u civilnu službu.
Te rane godine su bile od neprocjenjive važnosti, ne samo da su mu dale iskustvo na poslu, nego su mu pružile uvid u jake i slabe strane pruskog sustava. To je rezultiralo njegovom okretanju prema liberalizmu. Pruski način napredovanja prosvjete, nije se apelirao na njega. Prepoznao je konfuziju i želio se riješiti ideja u najvišim krugovima, sklonosti stvaranju ugovora s vladinim pogledima o odanosti državi. Također je bio žestoki protivnik "prusifikacije" Njemačke.

## Premijer Bavarske
Nakon Austrijsko-pruskog rata 1866. Chlodwig je uvjerio bavarski Reichsrat da uđe u bližu vezu s Pruskom. Kralj Ludwig II od Bavarske protivio se bilo kakvom slabljenju njegove moći, no na kraju je pristao. Nakon što mu je Bismarck ponudio veliku svotu novaca iz Welfen-Funda (velikog dijela bogatsva kraljevske kuće Hannovera upotrebljavan nakon pruske aneksije Hannovera u borbi protiv Hannoverskih lojalista) da plati svoje dugove. 31. prosinca 1866. Chlodwig je izabran za ministra vanjskih poslova kraljevske kuće i predsjednika vlade Bavarske.
Na čelu bavarske vlade Chlodwigov glavni zadatak bio je otkrivanje neke osnove za uspješnu uniju južnonjemačkih država s Njemačkom konfederacijom. Tijekom tri kritične godine mandata njegovog ureda, bio je uz Bismarcka jedan od najvažnijih njemačkih državnika. Napravio je reorganizaciju bavarske vojske po uzoru na Prusku, osnovao je vojni savez južnonjemačkih zemalja i sudjelovao u stvaranju parlamenta (Zollparlament), u kojem je 28. travnja 1868. bio izabran za potpredsjednika.
Tijekom uzbuđenja koje je izbilo u vezi sa sastajanjem Prvog vatikanskog koncila, Chlodwig je zauzeo stav snažnog protivljenja dalekim pozicijama. Zajedno s njegovim bratom, vojvodom od Ratibora i kardinalom Gustavom Adlofom zu Hohenloheom, vjerovao je kako politika pape Pia IX. stavljanja crkve u opoziciju s modernim državama samo dovodi u lošu situaciju obje strane te da će teorija o nepogrešivosti pape prisiliti Crkvu na pogrešne korake.
7. ožujka 1870. Chlodwig je bio prisiljen podnijeti ostavku. Na mjestu premijera Bavarske nasljedio ga je grof Otto von Bray-Steinburg.

## Kancelar
Chlodwig je ostao u Strasbourgu do listopada 1894., kada je na hitan zahtjev cara Williama II., kojeg je odmah prihvatio, da postane Caprivijev nasljednik i time treći njemački kancelar. Njegovo djelovanje kao kancelar pripada jednom od najvažnijih dijelova njemačke povijesti. Kao pogled na unutarnju povijesti tog doba, urednik njegovih memoara uspjepno je svladao velik dio detaljnih komentara koje je princ ostavio za sobom. Uglavnom, tijekom njegova mandata, osobnost kancelara bio je manje primjetan u javnim aferama nego u slučajevima njegovih prethodnika. Njegova pojava u pruskom i njemačkom parlamentu bila je vrlo rijetka te je veliku slobodu u obavljanju kancelarskih dužnosti davao svojim ministrima.
Chlodwig je dao ostavku 17. listopada 1900. Umro je u Bad Ragazu u Švicarskoj 6. srpnja 1901. Kao njegov nasljednik na mjestu kancelara izabran je Bernhard von Bülow.